# Microbothrium apiculatum
Microbothrium apiculatum är en plattmaskart. Microbothrium apiculatum ingår i släktet Microbothrium och familjen Microbothriidae. Inga underarter finns listade i Catalogue of Life.